# Еміль Аудеро
Еміль Аудеро (італ. Emil Audero, нар. 18 січня 1997, Матарам) — італійський футболіст, воротар клубу «Комо».

## Клубна кар'єра
Народився 18 січня 1997 року в місті Матарам, Індонезія в родині індонезійця Еді Мульяді та італійки Антонелли Аудеро. Коли Емілю був один рік, сім'я переїхала на батьківщину матері в італійське місто Кум'яна, що знаходиться неподалік від Турина. У 2008 році 11-річного Еміля помітив Мікеланджело Рампулла і привів його в академію «Ювентуса». У складі Прімавері Аудеро дійшов до фіналу молодіжного чемпіонату Італії, де команда програла «Ромі» у серії післяматчевих пенальті.
Перший виклик до основної команди Аудеро отримав 30 листопада 2014 року. У 2015 році після досягнення 18-річного віку Еміль уклав перший професійний контракт. У 2016 році бразильський  воротар Рубінью покинув «Ювентус» і Аудеро став третім воротарем клубу. Дебют молодого воротаря відбувся в останньому матчі Серії А сезону 2016/217, в якому «б'янконері» здобули перемогу над Болоньєю з рахунком 2:1.
Втім цей матч так і залишився єдиним для Аудеро за рідну команду, оскільки вже 8 липня 2017 року він був відданий в оренду в клуб другого дивізіону «Венеція». Там Еміль відразу став основним голкіпером команди, зігравши у 35 іграх чемпіонату, в яких провів 13 «сухих» ігор, ставши одним з найкращих воротарів турніру. 
Після цього гравця було віддано в оренду в клуб вищого дивізіону «Сампдорію», де молодий воротар теж відразу став основним, через що у лютому 2019 року клуб викупив гравця за 20 млн. євро. Загалом за п'ять років відіграв за генуезький клуб 169 матчів у всіх турнірах.
За результатами сезону 2022/23 «Сампдорія» посіла останнє місце в Серії A і вибула до другого італійського дивізіону. Воротар знайшов варіант продовження виступів в «еліті», перейшовши 10 серпня 2023 року на правах оренди з правом викупу до «Інтернаціонале».
В липні 2024 року Аудеро перейшов до складу новачка Серії А «Комо», з яким підписав контракт на чотири роки.

## Виступи за збірні
2012 року дебютував у складі юнацької збірної Італії, взяв участь у 22 іграх на юнацькому рівні, пропустивши 12 голів. З командою до 17 років брав участь в юнацькому чемпіонаті Європи 2013 року, де не зіграв жодного матчу, а італійці стали срібними призерами змагання.
З 2016 року залучався до складу молодіжної збірної Італії, у складі якої поїхав на домашній молодіжний чемпіонат Європи 2019 року.
Оскільки Еміль народився в Індонезії, і поки не брав участі в матчах національних збірних, він може в подальшому виступати як за збірну Італії, так і за збірну Індонезії.

## Статистика виступів

### Статистика клубних виступів
Станом на 10 серпня 2023
| Сезон                 | Команда               | Чемпіонат             | Чемпіонат | Чемпіонат | Національний кубок | Національний кубок | Національний кубок | Континентальні кубки | Континентальні кубки | Континентальні кубки | Інші змагання | Інші змагання | Інші змагання | Усього | Усього |
| Сезон                 | Команда               | Ліга                  | Ігор      | Голів     | Ліга               | Ігор               | Голів              | Ліга                 | Ігор                 | Голів                | Ліга          | Ігор          | Голів         | Ігор   | Голів  |
| --------------------- | --------------------- | --------------------- | --------- | --------- | ------------------ | ------------------ | ------------------ | -------------------- | -------------------- | -------------------- | ------------- | ------------- | ------------- | ------ | ------ |
| 2016–17               | «Ювентус»             | A                     | 1         | -1        | КІ                 | 0                  | -0                 | ЛЧ                   | 0                    | -0                   | СІ            | 0             | -0            | 1      | -1     |
| 2017–18               | «Венеція»             | B                     | 35+3      | -37 + -2  | КІ                 | 1                  | -2                 | -                    | -                    | -                    | -             | -             | -             | 39     | -41    |
| 2018–19               | «Сампдорія»           | A                     | 36        | -51       | КІ                 | 1                  | 0                  | -                    | -                    | -                    | -             | -             | -             | 37     | -51    |
| 2019–20               | «Сампдорія»           | A                     | 36        | -60       | КІ                 | 2                  | -3                 | -                    | -                    | -                    | -             | -             | -             | 38     | -63    |
| 2020–21               | «Сампдорія»           | A                     | 37        | -53       | КІ                 | 1                  | -3                 | -                    | -                    | -                    | -             | -             | -             | 38     | -56    |
| 2021–22               | «Сампдорія»           | A                     | 29        | -48       | КІ                 | 1                  | -2                 | -                    | -                    | -                    | -             | -             | -             | 30     | -50    |
| 2022–23               | «Сампдорія»           | A                     | 25        | -39       | КІ                 | 1                  | 0                  | -                    | -                    | -                    | -             | -             | -             | 26     | -39    |
| Усього за «Сампдорію» | Усього за «Сампдорію» | Усього за «Сампдорію» | 163       | -251      |                    | 6                  | -8                 |                      | -                    | -                    |               | -             | -             | 169    | -259   |
| 2023–24               | «Інтернаціонале»      | A                     | 0         | 0         | КІ                 | 0                  | 0                  | ЛЧ                   | 0                    | 0                    | СІ            | 0             | 0             | 0      | 0      |
| Усього за кар'єру     | Усього за кар'єру     | Усього за кар'єру     | 202       | -291      |                    | 7                  | -10                |                      | 0                    | 0                    |               | 0             | 0             | 209    | -301   |